# Beagle B.206
Il Beagle B.206 è un aeroplano bimotore leggero, del produttore britannico Beagle Aircraft degli anni sessanta. La versione militare ha ricevuto la designazione Beagle Basset CC.1.

## Storia del progetto
Il Beagle B.206 è basato sul Bristol 220, un progetto annullato degli anni cinquanta. I lavori di progettazione iniziarono nel 1960. Il 15 agosto 1961, il prototipo B.206X (registrazione G-ARRM) completò il suo volo inaugurale. L'aereo, interamente in metallo e ad ala bassa, era dotato di cinque posti ed era alimentato da due motori boxer Continental O-470, ciascuno con 195 kW di potenza. Il prototipo era più piccolo dei velivoli successivamente prodotti in serie e aveva un'apertura alare di 11,58 m un peso al decollo di 2862 kg.
Il secondo prototipo B.206Y (G-ARXM) è stato progettato per sette persone. Il primo volo di questo velivolo, che aveva due motori GIO 470 da 230 kW, ebbe luogo il 12 agosto 1962. Il prototipo andò perso il 25 maggio 1964 in un incidente aereo.
Il Ministero dell'Aviazione ordinò quindi due modelli di pre-serie e li consegnò all'Aeroplane and Armament Experimental Establishment. Il B.206Z1 (marche XS742) fu costruito a Shoreham-by-Sea e volò per la prima volta il 24 gennaio 1964. Il B.206Z2 (marche XS743) fu fabbricato a Rearsby e decollò il 20 febbraio per il suo primo volo. L'ala è stata realizzata dalla Boulton Paul Aircraft. Questa versione servì da prototipo per la serie B.206 1 (chiamata anche B.206R).
Venti velivoli furono venduti come Beagle Basset CC.1 alla Royal Air Force come velivolo da trasporto e di collegamento e furono consegnati dal maggio 1965, dopo che il primo volo aveva avuto luogo il 24 dicembre 1964. Il portellone della cabina su questi velivoli era accessibile tramite l'ala. Altri undici esemplari sono andati a clienti civili.
Il prototipo della più potente Series 2 fece il suo volo inaugurale il 23 giugno 1965. Questa versione aveva motori GTSIO520 ed era anche dotata di un portellone dietro le ali, che rendeva più facile salire, scendere e caricare. I 47 velivoli costruiti furono usati, tra l'altro, come un taxi aereo e come aereo da trasporto. Due modelli furono venduti al Royal Flying Doctor Service in Australia.
L'ultima versione era la Series 3, con una fusoliera allungata e dieci posti passeggeri; ne furono costruiti solo 3 esemplari. Successivamente, la produzione del B.206 terminò a favore del Beagle B.121, di maggior successo. Fino al 1969 furono costruiti 85 B.206.

## Operatori
Militari
- Sudafrica - Ordine pianificato di 18 velivoli, annullato
- Regno Unito
- Siria - 1 modificato per la sorveglianza

Civili
- Australia
- Regno Unito